# Taygetis marginata
Taygetis marginata är en fjärilsart som beskrevs av Otto Staudinger 1888. Taygetis marginata ingår i släktet Taygetis och familjen praktfjärilar. Inga underarter finns listade i Catalogue of Life.